# Robertgurneya spinulosa
Robertgurneya spinulosa är en kräftdjursart som först beskrevs av Sars. Enligt Catalogue of Life ingår Robertgurneya spinulosa i släktet Robertgurneya och familjen Diosaccidae, men enligt Dyntaxa är tillhörigheten istället släktet Robertgurneya och familjen Miraciidae. Arten är reproducerande i Sverige. Inga underarter finns listade i Catalogue of Life.